# Invasor
Invasor est un cheval de course pur-sang anglais d'origine argentine, appartenant à l'écurie Shadwell propriété du Cheikh Hamdam Al Maktoum. Il fut l'un des meilleurs chevaux au monde durant les années 2000 sur le dirt, remportant entre autres la Breeders' Cup Classic et la Dubaï World Cup.

## Carrière de courses

### Période sud-américaine
Né en Argentine en 2002, fils de Candy Stripes (par Blushing Groom) et Quendom (par Interprete), Invasor fut vendu à l'âge de 2 ans en Uruguay, pour la modique somme de 20 000 dollars. De l'autre côté de la frontière, il fit ses débuts en février 2005, puis une intervention chirurgicale interrompit sa carrière. De retour sur les pistes, il remporta le Clásico Ensayo et s'affirma comme le meilleur 3 ans de sa génération. Invasor enchaîna trois victoires pour s'approprier la triple couronne uruguayenne : le Gran Premio Polla de Potrillos (1 600 m, par 5¾ longueurs), le Gran Premio Jockey Club (2 000 m, par 3½ longueurs) et le Gran Premio Nacional (2 500 m, par 6½ longueurs). Cet exploit lui valut d'être installé grandissime favori du Gran Premio International Jose Pedro Ramirez, la plus grande épreuve en Uruguay.

Cependant, après la triple couronne, Cheikh Hamdam Al-Maktoum proposa d'acquérir le cheval pour 1 400 000 dollars, une offre énorme en regard des possibilités de gains en Uruguay (avec toutes ses victoires, Invasor ne totalisait que 115 000 dollars de gains), et que ses propriétaires ne purent refuser. Le champion fut intégré à l'écurie Shadwell Racing et s'envola pour la Floride, où Kiaran McLaughlin devint son nouvel entraîneur.

### Période américaine

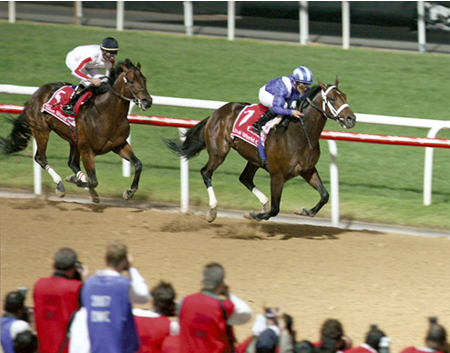
Invasor en 2007

Le premier objectif d'Invasor ne devait toutefois pas être américain : il fut envoyé à Dubaï en mars 2006 pour participer au UAE Derby, dont il prit la quatrième place, après un mauvais parcours, tandis que la course était remportée par le poulain de Godolphin, Discreet Cat. Trois semaines plus tard, il remporte sa première course américaine, le Pimlico Special, puis enchaîne avec le Suburban Handicap et le Whitney Handicap. Trois victoires en groupe 1 qui l'installent au sommet de la hiérarchie américaine. Après avoir dû esquiver la Jockey Club Gold Cup en raison d'une fièvre, il pose sa candidature pour la Breeders' Cup Classic. 
Invasor n'était toutefois pas le favori de la course, devancé au betting par Bernardini (vainqueur entre autres des Preakness Stakes et de la Jockey Club Gold Cup) et par le 5 ans Lava Man, fort de son riche palmarès. L'autre attraction de cette rencontre au sommet étant le miler irlandais George Washington (2000 Guinées, Queen Elizabeth II Stakes, sacré meilleur 3 ans européen). Monté par le jeune jockey panaméen Fernando Jara (19 ans), Invasor s'imposa par une longueur devant Bernardini et Premium Tap, prouvant qu'il était bien le numéro 1 sur le dirt, la seule surface sur laquelle il se produisit. Il fut naturellement élu cheval de l'année, et termina en tête des classifications internationales, étant crédité d'un rating de 129 (ses adversaires Bernardini et Discreet Cat terminèrent juste derrière, avec 128). 
Toujours invaincu sur le sol américain, Invasor effectua une rentrée victorieuse en 2007 dans le Donn Handicap, sont cinquième groupe 1 consécutif. En mars, il revient à Dubaï, cette fois pour disputer la course la plus richement dotée au monde, la Dubaï World Cup. Son principal adversaire se nommait Discreet Cat, demeuré de son côté invaincu en six courses et lauréat du Cigar Mile Handicap. Mais il n'y eut pas de lutte, Discreet Cat terminant dernier, à près de 23 longueurs tandis qu'Invasor l'emporta devant Premium Tap et le hongkongais Bullish Luck, en 1'59"97, approchant ainsi le record de Dubai Millennium. 
Ce devait être la dernière apparition d'Invasor, qui se retira de la compétition après une fracture à une jambe, la même qui lui valut une opération durant sa carrière sud-américaine. Bien qu'il effectua la majeure partie de sa carrière sous bannière américaine, Invasor conserva une immense popularité en Uruguay, où il devint une sorte de héros national. Chacun de ses exploits était suivi avec passion par le public. Vainqueur de onze de ses douze sorties, il avait accumulé 7,8 millions de dollars de gains. 

### Résumé de carrière
| Date         | Hippodrome      | Pays        | Course                  | Statut      | Distance    | Jockey       | Place       | Écart       | Vainqueur ou deuxième |
| 2005, 3 ans  | 2005, 3 ans     | 2005, 3 ans | 2005, 3 ans             | 2005, 3 ans | 2005, 3 ans | 2005, 3 ans  | 2005, 3 ans | 2005, 3 ans | 2005, 3 ans           |
| ------------ | --------------- | ----------- | ----------------------- | ----------- | ----------- | ------------ | ----------- | ----------- | --------------------- |
| 27 février   | Maronas         | Uruguay     | Maiden                  |             | 1 100 m     | G. Dual Te   | 1er / 8     | 6 ¾         | Lyon                  |
| 7 août       | Maronas         | Uruguay     | Clásico Ensayo          |             | 1 400 m     | G. Dual Te   | 1er / 13    | 2 ½         | Vasco King            |
| 10 septembre | Maronas         | Uruguay     | Polla de Potrillos      | Gr. 1       | 1 600 m     | G. Dual Te   | 1er / 13    | 5 ¾         | Potri Flash           |
| 9 octobre    | Maronas         | Uruguay     | Gran Premio Jockey Club | Gr. 1       | 2 000 m     | G. Dual Te   | 1er / 7     | 3 ½         | Potri Flash           |
| 13 novembre  | Maronas         | Uruguay     | Gran Premio Nacional    | Gr. 1       | 2 500 m     | G. Dual Te   | 1er / 12    | 6 ½         | Potri Flash           |
| 2006, 4 ans  |                 |             |                         |             |             |              |             |             |                       |
| 25 mars      | Nad Al Sheba    | Dubaï       | UAE Derby               | Gr. 2       | 2 000 m     | R. Hills     | 4e / 13     | 7 ¾         | Discreet Cat          |
| 19 mai       | Pimlico         | États-Unis  | Pimlico Special         | Gr. 1       | 1 900 m     | R. Dominguez | 1er / 5     | 1 ¼         | Wanderin Boy          |
| 1er juillet  | Belmont Park    | États-Unis  | Suburban Handicap       | Gr. 1       | 2 000 m     | F. Hara      | 1er / 7     | 4 ¼         | Wild Desert           |
| 5 août       | Saratoga        | États-Unis  | Whitney Handicap        | Gr. 1       | 1 800 m     | F. Hara      | 1er / 9     | tête        | Sun King              |
| 4 novembre   | Churchill Downs | États-Unis  | Breeders' Cup Classic   | Gr. 1       | 2 000 m     | F. Hara      | 1er / 13    | 1           | Bernardini            |
| 2007, 5 ans  |                 |             |                         |             |             |              |             |             |                       |
| 3 février    | Maronas         | États-Unis  | Donn Handicap           | Gr. 1       | 1 800 m     | F. Hara      | 1er / 8     | 2           | Hesanoldsalt          |
| 31 mars      | Nad Al Sheba    | Dubaï       | Dubai World Cup         | Gr. 1       | 2 000 m     | F. Hara      | 1er / 7     | 1 ¾         | Premium Tap           |

## Au haras
Invasor se retire en 2007 à Shadwell Farm, à Lexington dans le Kentucky. la première année, il fait la monte au prix de 35 000 dollars la saillie. Mais il déçoit largement les attentes placées en lui et son tarif s'effondre d'année en année, pour atteindre seulement 4 000 dollars en 2013. Il est mis à la retraite en 2016.

## Origines
Le père d'Invasor, Candy Stripes, fit carrière en France, où il obtint un premier accessit dans la Poule d'Essai des Poulains, avant d'être exporté aux États-Unis en 1986, d'où il fut envoyé en Argentine deux ans plus tard. Ses bons résultats en tant que reproducteur lui valurent de revenir aux États-Unis en 1997, mais il ne cessa pas de faire la navette avec l'Amérique du Sud. Côté maternel, Invasor est issu d'une famille argentine.

### Pedigree
| Origines de Invasor (ARG), mâle bai né en 2002 | Origines de Invasor (ARG), mâle bai né en 2002 | Origines de Invasor (ARG), mâle bai né en 2002 | Origines de Invasor (ARG), mâle bai né en 2002 |
| ---------------------------------------------- | ---------------------------------------------- | ---------------------------------------------- | ---------------------------------------------- |
| Père Candy Stripes (USA) ch. 1982              | Blushing Groom (FR) ch. 1974                   | Red God                                        | Nasrullah                                      |
| Père Candy Stripes (USA) ch. 1982              | Blushing Groom (FR) ch. 1974                   | Red God                                        | Spring Run                                     |
| Père Candy Stripes (USA) ch. 1982              | Blushing Groom (FR) ch. 1974                   | Runaway Bride                                  | Wild Risk                                      |
| Père Candy Stripes (USA) ch. 1982              | Blushing Groom (FR) ch. 1974                   | Runaway Bride                                  | Aimee                                          |
| Père Candy Stripes (USA) ch. 1982              | Bubble Company (FR) ch. 1977                   | Lyphard                                        | Northern Dancer                                |
| Père Candy Stripes (USA) ch. 1982              | Bubble Company (FR) ch. 1977                   | Lyphard                                        | Goofed                                         |
| Père Candy Stripes (USA) ch. 1982              | Bubble Company (FR) ch. 1977                   | Prodice                                        | Prominer                                       |
| Père Candy Stripes (USA) ch. 1982              | Bubble Company (FR) ch. 1977                   | Prodice                                        | Euridice                                       |
| Mère Quendom (ARG) blk. 1997                   | Interprete (ARG) dkb/br. 1988                  | Farnesio                                       | Good Manners                                   |
| Mère Quendom (ARG) blk. 1997                   | Interprete (ARG) dkb/br. 1988                  | Farnesio                                       | La Farnesina                                   |
| Mère Quendom (ARG) blk. 1997                   | Interprete (ARG) dkb/br. 1988                  | Inaccesible                                    | Liloy                                          |
| Mère Quendom (ARG) blk. 1997                   | Interprete (ARG) dkb/br. 1988                  | Inaccesible                                    | Iliada                                         |
| Mère Quendom (ARG) blk. 1997                   | Queen of Victory (ARG) dkb/br. 1990            | Cipayo                                         | Lacydon                                        |
| Mère Quendom (ARG) blk. 1997                   | Queen of Victory (ARG) dkb/br. 1990            | Cipayo                                         | Tsarina                                        |
| Mère Quendom (ARG) blk. 1997                   | Queen of Victory (ARG) dkb/br. 1990            | Twitch Crown                                   | Crown Thy Good                                 |
| Mère Quendom (ARG) blk. 1997                   | Queen of Victory (ARG) dkb/br. 1990            | Twitch Crown                                   | Twins (famille 14-c)                           |